# هوبر ماتوس
هوبر ماتوس (اسپانیایی: Huber Matos‎; ۲۶ نوامبر ۱۹۱۸ – ۲۷ فوریهٔ ۲۰۱۴) یک رهبر نظامی، مخالف سیاسی، فعال و نویسنده اهل کوبا بود.

## زندگی‌نامه
ماتوس در Yara، استان اورینت کوبا به دنیا آمد. او در حالی‌که یک مزرعه کوچک برنج هم داشت، به معلمی در یک مدرسه پرداخت. او به حزب ملی‌گرای کوبا پیوست.

او از آغاز دیکتاتوری ولخنسیو باتیستا ثالدیوار در سال ۱۹۵۲ با آن مخالفت کرد و در کنار فیدل کاسترو، چه گوارا و دیگر اعضای جنبش ۲۶ ژوئیه برای براندازی آن مبارزه کرد. پس از موفقیت انقلاب کوبا که کاسترو به قدرت رسید، از تغییر رژیم به نفع اصول مارکسیست و ارتباط با حزب کمونیست کوبا انتقاد کرد. او که متهم به خیانت و فتنه توسط دولت پس از انقلاب بود، ۲۰ سال زندان (۱۹۵۹–۱۹۷۹) را گذراند و در سال ۱۹۷۹ آزاد شد. او به اعتراض به سیاست‌های دولت کوبا ادامه داد. 

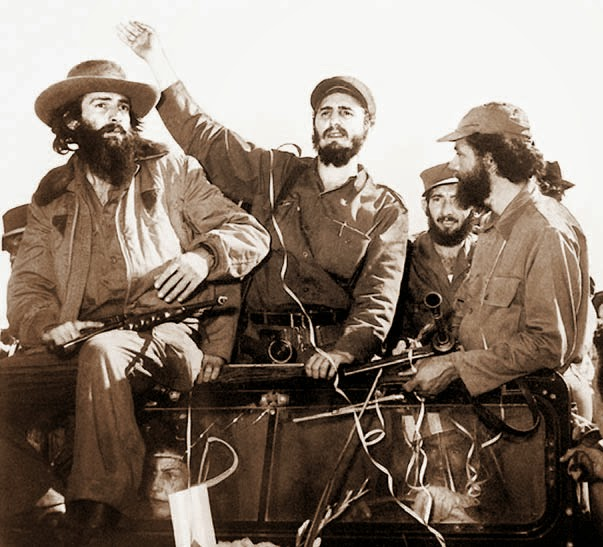
کامیلو سینفوئگوس، فیدل کاسترو، رابرت هوبر ماتوس، اطراف هاوانا در ۸ ژانویه ۱۹۵۹